# La Ferté-Imbault
La Ferté-Imbault è un comune francese di 1 001 abitanti situato nel dipartimento del Loir-et-Cher nella regione del Centro-Valle della Loira.

## Storia

### Simboli
Lo stemma di La Ferté-Imbault, adottato nel 1987, riprende quello del capitolo della chiesa collegiata di Saint Taurin del XII secolo.

## Monumenti e luoghi d'interesse

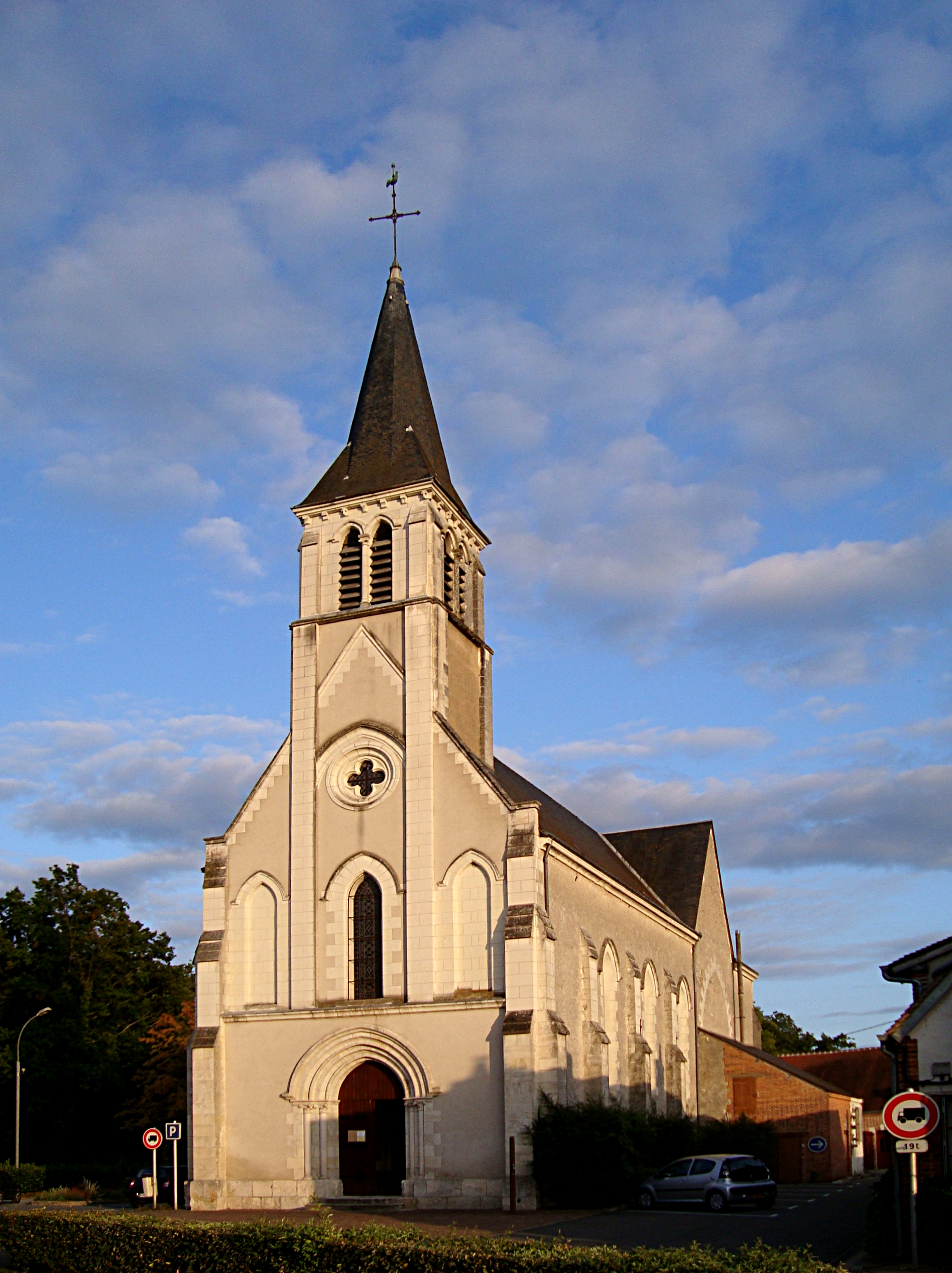
La chiesa di Saint Taurin del XIX sec.

- Chiesa di Saint-Taurin, eretta nel 1869[3]
- La cappella di Saint-Taurin, costruita nel XVII è quel che resta della collegiata con lo stesso nome risalente al 1164 e demolita nel 1868[4]
- Castello di La Ferté-Imbault, ricostruito nel XVII secolo.

## Società

### Evoluzione demografica
Abitanti censiti